# Goran Karanović
Goran Karanovic (Belgrado, 13 de octubre de 1987) es un futbolista serbio, nacionalizado suizo, que juega de delantero en el F. C. Wohlen.

## Selección nacional
Fue internacional con la selección de fútbol sub-21 de Suiza.

## Clubes
| Club                               | País    | Año       |
| ---------------------------------- | ------- | --------- |
| F. C. Wohlen                       | Suiza   | 2004-2008 |
| F. C. Lucerna                      | Suiza   | 2008-2010 |
| F. C. Wohlen (cedido)              | Suiza   | 2009      |
| S. C. Kriens (cedido)              | Suiza   | 2009-2010 |
| Servette F. C.                     | Suiza   | 2010-2013 |
| F. C. St. Gallen                   | Suiza   | 2013-2015 |
| Angers S. C. O.                    | Francia | 2015-2018 |
| F. C. Sochaux-Montbéliard (cedido) | Francia | 2016-2017 |
| F. C. Aarau                        | Suiza   | 2018-2019 |
| Sepsi Sfântu Gheorghe              | Rumania | 2019-2020 |
| F. C. Hermannstadt                 | Rumania | 2020-2021 |
| FCSB (cedido)                      | Rumania | 2020      |
| S. C. Young Fellows Juventus       | Suiza   | 2021      |
| F. C. Mutschellen                  | Suiza   | 2023      |
| F. C. Wohlen                       | Suiza   | 2024-     |